# ساکاروپین
ساکاروپین (به انگلیسی: Saccharopine) با فرمول شیمیایی C۱۱H۲۰N۲O۶ یک ترکیب شیمیایی با شناسه پاب‌کم ۱۶۰۵۵۶ است. که جرم مولی آن ۲۷۶٫۲۸۶ g/mol می‌باشد. 